# Ейвінд Йоганнессен
Ейвінд Йоганнессен (норв. Øivind Johannessen; 21 вересня 1924 — 11 травня 1996) — норвезький футболіст, що грав на позиції воротаря. Після завершення ігрової кар'єри — тренер.
Виступав за національну збірну Норвегії. У складі клубу «Скейд» — чотириразовий володар кубка Норвегії.

## Клубна кар'єра
У дорослому футболі дебютував 1949 року виступами за команду клубу «Саннефйорд», у якій провів один сезон.
Протягом 1951 року захищав кольори клубу «Скейд».
Своєю грою за останню команду знову переконав представників тренерського штабу клубу «Саннефйорд», до складу якого повернувся в 1951 року.
В 1952 році повернувся до клубу «Скейд», за який відіграв 8 сезонів. За цей час чотири рази виборював титул володаря Кубка Норвегії. Завершив професійну кар'єру футболіста виступами за цей клуб в 1960 році.

## Виступи за збірну
1949 року дебютував в офіційних матчах у складі національної збірної Норвегії. Протягом кар'єри в національній команді, яка тривала 4 роки, провів у формі головної команди країни 4 матчі.

## Кар'єра тренера
Розпочав тренерську кар'єру невдовзі після завершення кар'єри гравця, 1963 року, очоливши тренерський штаб клубу «Волеренга». Потім очолював тренерський штаб збірної Норвегії.
Останнім місцем тренерської роботи був клуб «Волеренга», головним тренером якої Йоганнессен був до 1975 року.
Помер 11 травня 1996 року на 72-му році життя.

## Досягнення
- Володар Кубка Норвегії:

«Скейд»: 1954, 1955, 1956, 1958